# Misse med de blå ögonen
Misse med de blå ögonen är en barnbok utgiven 1951. Författare till både bild och text är Egon Mathiesen. Boken handlar om Misse som ger sig ut i världen för att hitta landet med många möss. Den har fått Kulturministeriets barnbokspris 1954.

## Handling
Misse ger sig en dag ut i världen för att finna landet med många möss. På vägen möter han varelser han aldrig sett förut och sätts inför en rad olika prövningar. De flesta skyr honom som pesten för hans blå ögon. Men Misse är både gladlynt och modig, därför tänker han inte ge upp så lätt - inte förrän han hittar landet med många möss.